# 漆部兄
漆部 兄（ぬりべ の あに）は、飛鳥時代の豪族。姓は造。

## 出自
漆部造の家系は未詳であるが、以下の記述からすると、物部氏との関係が深かった可能性が高い。本拠地は大和国宇陀郡漆部（ぬりべ）郷で、現在の奈良県宇陀郡曽爾村（そにむら）にあたる。

## 記録
『日本書紀』巻第二十一によると、用明天皇2年（587年）、用明天皇の病も重くなり、
とおっしゃられた。物部大連守屋と中臣連勝海は反発し、「国津神に背いて、他国の仏教の神を敬うことがあるのか」といった。そんな折、押坂部史毛屎（おしさかべ の ふひと けくそ）がやってきて、守屋を陥れる陰謀がある、と密かに告げた。守屋は河内国の阿都（現在の大阪府八尾市跡部）へ退き、さらにそこから使者として、物部八坂、大市造小坂（おおち の みやつこ おさか）、そして、漆部造兄を蘇我大臣馬子の許に派遣した。そして以下のように伝言させた。
これを聞いた馬子は、土師八嶋（はじ の やしま）連を大伴毗羅夫（おおとも の ひらぶ）連に使いをさせ、大連の伝言を伝えた。これを聞いた毗羅夫は弓矢と楯をとって逆に大臣の護衛をするようになった。
一触即発の事態が生じつつある中、天皇は4月9日にこの世を去った。
その後、漆部兄がどうなったのかは、記録が残されていない。